# Forza Motorsport 6
Forza Motorsport 6 — гоночная видеоигра, разработанная Turn 10 Studios и изданная Microsoft Studios для Xbox One и Windows 10.

## Разработка
Игра была анонсирована на Североамериканском международном автосалоне в Детройте 12 января 2015.
В июне того же года, проект был представлен на E3 2015.
Релиз игры для Xbox One состоялся 18 сентября 2015 года.
6 сентября 2016 игра была портирована на Windows 10.

## Рецензии и оценки
| Сводный рейтинг    | Сводный рейтинг |
| Агрегатор          | Оценка          |
| ------------------ | --------------- |
| GameRankings       | 88,63 %         |
| Metacritic         | 87/100          |
| Иноязычные издания |                 |
| Издание            | Оценка          |
| Destructoid        | 9,5/10          |
| EGM                | 9,5/10          |
| Game Informer      | 7,75/10         |
| GameRevolution     | [ 17 ]          |
| GameSpot           | 8/10            |
| GamesRadar+        | [ 19 ]          |
| IGN                | 9/10            |
| OXM                | [ 21 ]          |

В целом игра получила положительные отзывы критиков.

## Награды
| Награждения             | Категории                       | Итог      | Источник             |
| ----------------------- | ------------------------------- | --------- | -------------------- |
| The Game Awards 2015    | Лучшая спортивная/гоночная игра | Номинация | [ 24 ] [ 25 ]        |
| 19th Annual DICE Awards | Гоночная игра года              | Победа    | [ 26 ] [ 27 ] [ 28 ] |